# 상주시
상주시(尙州市)는 대한민국 경상북도 서부에 있는 시이다. 동쪽으로 구미시·의성군, 서쪽으로 충청북도 보은군·옥천군·영동군·괴산군, 남쪽으로 김천시, 북쪽으로 문경시·예천군과 접한다. 조선 초기에는 경상감영의 소재지로서 경상도의 수부역할을 하였으며, 경주시와 함께 경상도의 어원이 된 유서 깊은 도시이다. 농특산물은 곶감, 명주, 쌀이고, 자전거의 도시로 유명하다. 시청은 남성동에 있고, 행정구역은 1읍 17면 6동이다.

## 역사
| Daedongyeojido (Gyujanggak) 15-03.jpg | Daedongyeojido (Gyujanggak) 15-02.jpg |
| Daedongyeojido (Gyujanggak) 16-03.jpg | Daedongyeojido (Gyujanggak) 16-02.jpg |

- 사벌국
- 신라 사벌주
- 983년(고려 성종 2년) 처음으로 십이목(十二牧)을 두었는데 이 때, 상주에 상주목(尙州牧)을 두었다.
- 조선 태종 8년(1408년) 경상도 감영을 상주목에 두었다.
- 1457년(세조 3년) 진을 설치하였다.
- 1601년(선조 34년) 경상감영을 대구도호부로 이전하였다.
- 1895년 6월 23일(음력 윤 5월 1일) 안동부 상주군으로 개편하였다.[3]
- 1896년 8월 4일 경상북도 상주군으로 개편하였다.[4]
- 일제시대 이후 근현대의 행정 구역 개편의 역사는 상주시의 행정 구역#역사를 참조
- 1986년 1월 1일 상주읍 일원과 내서면 연원리·남장리, 외서면 남적리를 관할로 하여 상주시가 설치되었다.[5] (군: 1읍 17면)
- 1995년 1월 1일 상주시 일원과 상주군 일원을 관할로 도·농 복합 형태의 상주시가 설치되었다.[6]
- 1995년 7월 1일 민선1기 지방자치가 실시되었고, 1998년 7월 1일 민선2기 지방자치가 출범되었다.
- 1998년 10월 12일 행정구역 통 · 폐합에 따라 중앙동이 동문동으로 편입되어 1읍 17면 6동이 되었다.
- 2020년 1월 1일 사벌면을 사벌국면(沙伐國面)으로 개칭하였다.

## 지리
경상북도의 서부, 소백산맥의 산록 지대에 위치하고 있으며 동부산지와 서부산지가 남북으로 뻗어 있고 그 사이로 흐르는 남천과 북천이 이루는 넓은 들판에 위치하였다. 동부에는 갑장산, 서부에는 천봉산이 있다. 시내는 주로 화강편마암과 화강암의 지질로 되어 있다. 북부에는 속리산(俗離山：1,057ｍ)과 남쪽에는 백화산(白華山：933ｍ) 등 1,000ｍ 내외의 고준한 산이 솟아 있으나 일반적으로 동남부는 저평하여 경지가 넓고, 특히 동쪽을 흐르는 낙동강 유역은 넓고 비옥한 지대를 이루고 있다. 면적은 1,254.78km2이고, 인구는 101,208명(2017.7)이다.

## 지질
상주시는 지질 구조상 서쪽의 옥천 습곡대와 동쪽의 경상 분지 사이에 끼어 있는 선캄브리아기 영남 지괴에 위치한다. 암석은 전체적으로 본 지역의 기반을 이루고 있던 편암류, 이 편암류들이 화강암화되어(化) 생성된 준(準)편마암류, 이들을 화강암화시키는데 중요한 역할을 하였으리라 믿어지는 고기 관입암류, 중생대 백악기의 퇴적암 경상 누층군(낙동층)과 영동층군 그리고 이들을 관입한 불국사기의 화성암류로서 구성되어 있다.

## 행정 구역
상주시의 행정 구역은 1읍 17면 6동으로 구성되어 있다. 면적은 1254.78km2이다. 인구는 2022년 9월 기준 49,378세대, 95,108명이다.
| 면동     | 한자     | 면적     | 세대   | 인구    | 행정지도 |
| -------- | -------- | -------- | ------ | ------- | -------- |
| 함창읍   | 咸昌邑   | 43.36    | 3,465  | 6,999   |          |
| 사벌국면 | 沙伐國面 | 51.69    | 1,950  | 4,016   |          |
| 중동면   | 中東面   | 57.37    | 771    | 1,506   |          |
| 낙동면   | 洛東面   | 91.10    | 2,187  | 4,338   |          |
| 청리면   | 靑里面   | 39.59    | 1,405  | 2,811   |          |
| 공성면   | 功城面   | 89.29    | 2,187  | 4,229   |          |
| 외남면   | 外南面   | 33.22    | 871    | 1,821   |          |
| 내서면   | 內西面   | 80.66    | 980    | 1,946   |          |
| 모동면   | 牟東面   | 70.50    | 1,309  | 2,720   |          |
| 모서면   | 牟西面   | 84.98    | 1,320  | 2,581   |          |
| 화동면   | 化東面   | 56.10    | 1,062  | 2,145   |          |
| 화서면   | 化西面   | 59.51    | 1,412  | 2,848   |          |
| 화북면   | 化北面   | 99.41    | 839    | 1,616   |          |
| 외서면   | 外西面   | 88.08    | 1,458  | 2,847   |          |
| 은척면   | 銀尺面   | 53.95    | 852    | 1,573   |          |
| 공검면   | 恭儉面   | 39.50    | 1,195  | 2,270   |          |
| 이안면   | 利安面   | 52.35    | 1,148  | 2,150   |          |
| 화남면   | 化南面   | 54.39    | 490    | 843     |          |
| 남원동   | 南院洞   | 27.83    | 5,223  | 12,492  |          |
| 북문동   | 北門洞   | 14.44    | 4,201  | 9,635   |          |
| 계림동   | 溪林洞   | 11.76    | 3,536  | 7,803   |          |
| 동문동   | 東門洞   | 18.14    | 3,718  | 8,513   |          |
| 동성동   | 東城洞   | 11.78    | 1,750  | 3,979   |          |
| 신흥동   | 新興洞   | 25.77    | 3,719  | 9,226   |          |
| 상주시   | 尙州市   | 1,254.78 | 47,048 | 100,947 |          |

## 기후
상주시는 경상북도 서북부 내륙 지방에 위치한 관계로 대륙성 기후에 근접하고 있으며, 삼한 사온이 뚜렷하다. 연평균 기온은 12~13 °C 정도로 최한월 1월과 최난월 8월의 평균기온이 -1 °C, 25 °C 내외로 서북부 산간지대로 갈수록 겨울철 기온이 낮아진다. 연간 강우량은 1,100mm 내외로 낙동강 유역 대부분의 내륙 지방이 1,000mm 정도인 것에 비하여 다소 높은 편이다. 1998년에는 1,873mm를 기록하여 극심한 기상재해를 입었다. 천기일수 현황을 살펴보면 최근 10년간 맑은 날이 연평균 156일에 달하고 있으며 넓은 평야와 적정한 강우량, 여름철 높은 기온, 많은 일조량 등 농작물 재배에 좋은 조건을 가지고 있다.
| 상주지역기상서비스센터 (상주시 낙양동, 해발 96.58m)의 기후 | 상주지역기상서비스센터 (상주시 낙양동, 해발 96.58m)의 기후 | 상주지역기상서비스센터 (상주시 낙양동, 해발 96.58m)의 기후 | 상주지역기상서비스센터 (상주시 낙양동, 해발 96.58m)의 기후 | 상주지역기상서비스센터 (상주시 낙양동, 해발 96.58m)의 기후 | 상주지역기상서비스센터 (상주시 낙양동, 해발 96.58m)의 기후 | 상주지역기상서비스센터 (상주시 낙양동, 해발 96.58m)의 기후 | 상주지역기상서비스센터 (상주시 낙양동, 해발 96.58m)의 기후 | 상주지역기상서비스센터 (상주시 낙양동, 해발 96.58m)의 기후 | 상주지역기상서비스센터 (상주시 낙양동, 해발 96.58m)의 기후 | 상주지역기상서비스센터 (상주시 낙양동, 해발 96.58m)의 기후 | 상주지역기상서비스센터 (상주시 낙양동, 해발 96.58m)의 기후 | 상주지역기상서비스센터 (상주시 낙양동, 해발 96.58m)의 기후 | 상주지역기상서비스센터 (상주시 낙양동, 해발 96.58m)의 기후 |
| 월                                                         | 1월                                                        | 2월                                                        | 3월                                                        | 4월                                                        | 5월                                                        | 6월                                                        | 7월                                                        | 8월                                                        | 9월                                                        | 10월                                                       | 11월                                                       | 12월                                                       | 연간                                                       |
| ---------------------------------------------------------- | ---------------------------------------------------------- | ---------------------------------------------------------- | ---------------------------------------------------------- | ---------------------------------------------------------- | ---------------------------------------------------------- | ---------------------------------------------------------- | ---------------------------------------------------------- | ---------------------------------------------------------- | ---------------------------------------------------------- | ---------------------------------------------------------- | ---------------------------------------------------------- | ---------------------------------------------------------- | ---------------------------------------------------------- |
| 역대 최고 기온 °C (°F)                                     | 14.0 (57.2)                                                | 24.0 (75.2)                                                | 25.9 (78.6)                                                | 32.3 (90.1)                                                | 35.8 (96.4)                                                | 36.6 (97.9)                                                | 38.0 (100.4)                                               | 38.5 (101.3)                                               | 34.8 (94.6)                                                | 29.2 (84.6)                                                | 27.5 (81.5)                                                | 17.6 (63.7)                                                | 38.5 (101.3)                                               |
| 일평균 최고 기온 °C (°F)                                   | 3.9 (39.0)                                                 | 7.1 (44.8)                                                 | 13.2 (55.8)                                                | 19.6 (67.3)                                                | 25.3 (77.5)                                                | 28.5 (83.3)                                                | 29.5 (85.1)                                                | 30.4 (86.7)                                                | 25.9 (78.6)                                                | 20.8 (69.4)                                                | 13.1 (55.6)                                                | 5.4 (41.7)                                                 | 18.6 (65.5)                                                |
| 일일 평균 기온 °C (°F)                                     | −0.9 (30.4)                                                | 1.4 (34.5)                                                 | 6.8 (44.2)                                                 | 12.9 (55.2)                                                | 18.6 (65.5)                                                | 22.5 (72.5)                                                | 24.9 (76.8)                                                | 25.3 (77.5)                                                | 20.1 (68.2)                                                | 13.8 (56.8)                                                | 7.2 (45.0)                                                 | 0.4 (32.7)                                                 | 12.8 (55.0)                                                |
| 일평균 최저 기온 °C (°F)                                   | −5.2 (22.6)                                                | −3.5 (25.7)                                                | 1.0 (33.8)                                                 | 6.5 (43.7)                                                 | 12.4 (54.3)                                                | 17.4 (63.3)                                                | 21.3 (70.3)                                                | 21.6 (70.9)                                                | 15.8 (60.4)                                                | 8.3 (46.9)                                                 | 2.1 (35.8)                                                 | −3.9 (25.0)                                                | 7.8 (46.0)                                                 |
| 역대 최저 기온 °C (°F)                                     | −16.8 (1.8)                                                | −15.7 (3.7)                                                | −7.9 (17.8)                                                | −3.0 (26.6)                                                | 3.6 (38.5)                                                 | 6.4 (43.5)                                                 | 15.2 (59.4)                                                | 13.3 (55.9)                                                | 7.1 (44.8)                                                 | −3.8 (25.2)                                                | −7.2 (19.0)                                                | −13.8 (7.2)                                                | −16.8 (1.8)                                                |
| 평균 강수량 mm (인치)                                      | 21.7 (0.85)                                                | 33.3 (1.31)                                                | 46.9 (1.85)                                                | 86.6 (3.41)                                                | 87.6 (3.45)                                                | 115.2 (4.54)                                               | 279.3 (11.00)                                              | 253.9 (10.00)                                              | 138.5 (5.45)                                               | 57.1 (2.25)                                                | 35.2 (1.39)                                                | 23.3 (0.92)                                                | 1,178.6 (46.40)                                            |
| 평균 강수일수 (≥ 0.1 mm)                                   | 5.7                                                        | 5.9                                                        | 8.2                                                        | 8.8                                                        | 8.5                                                        | 9.4                                                        | 16.8                                                       | 14.5                                                       | 10.3                                                       | 6.0                                                        | 7.4                                                        | 6.8                                                        | 108.3                                                      |
| 평균 상대 습도 (%)                                         | 56.2                                                       | 54.0                                                       | 52.4                                                       | 53.0                                                       | 59.1                                                       | 67.7                                                       | 80.0                                                       | 79.4                                                       | 79.2                                                       | 71.9                                                       | 65.2                                                       | 59.7                                                       | 64.8                                                       |
| 평균 월간 일조시간                                         | 183.5                                                      | 177.5                                                      | 213.7                                                      | 214.5                                                      | 241.9                                                      | 198.4                                                      | 143.1                                                      | 162.1                                                      | 148.5                                                      | 187.0                                                      | 161.0                                                      | 174.1                                                      | 2,205.3                                                    |
| 출처: 기상청 (평년값: 2002년~2020년, 극값: 2002년~현재)    |                                                            |                                                            |                                                            |                                                            |                                                            |                                                            |                                                            |                                                            |                                                            |                                                            |                                                            |                                                            |                                                            |

## 인구
- 상주시(에 해당하는 지역)의 연도별 인구 추이[12]

| 연도   | 총인구    |  |
| ------ | --------- |  |
| 1975년 | 226,278명 |  |
| 1980년 | 191,716명 |  |
| 1985년 | 180,575명 |  |
| 1990년 | 148,200명 |  |
| 1995년 | 124,116명 |  |
| 2000년 | 116,493명 |  |
| 2005년 | 105,937명 |  |
| 2010년 | 98,103명  |  |
| 2013년 | 103,346명 |  |
| 2016년 | 102,012명 |  |
| 2017년 | 100,947명 |  |
| 2018년 | 100,297명 |  |

## 농업

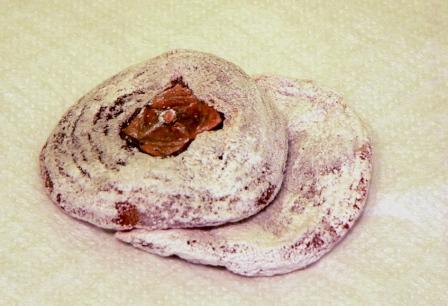
상주의 특산물 곶감

### 특산물
상주 곶감은 삼백의 고장 상주에서 생산되는 대표적인 특산물로 전국 곶감 생산량의 60%이상을 차지하는 상주시의 대표적인 농산물이다.
그 외에도 상주의 일품쌀, 삼백쌀과 더불어 인공수정 및 등록 한우와 같이 보증된 순 한우에서 태어난 송아지만을 엄선하여 키운 상주 한우와 당도가 높은 상주 사과 그리고 일교차가 커서 당도가 높고 특유의 향이 진한 상주 포도도 과즙이 많으며 육질이 연하고 당도가 높아 주요 수출품인 상주 배, 오이, 복숭아도 이 고장의 특산물이다.
그리고 상주의 삼백이란 쌀, 곶감과 명주를 총칭하는 말이다.
- 국공립대학교

|  | - 경북대학교 상주캠퍼스 - 한국방송통신대학교 대구경북지역대학 상주시학습관 |

- 고등학교

|  | - 화령고등학교 - 상주여자고등학교 - 상산전자고등학교 - 중모고등학교 - 상주고등학교 | - 함창고등학교 - 용운고등학교 - 상주공업고등학교 - 우석여자고등학교 - 상지여자상업고등학교 |

- 중학교

|  | - 상주중학교 - 화동중학교 - 중모중학교 - 모서중학교 - 청리중학교 - 낙동중학교 | - 화령중학교 - 은척중학교 - 공검중학교 - 낙운중학교 - 내서중학교 - 화북중학교 | - 상주여자중학교 - 남산중학교 - 함창중학교 - 용운중학교 - 상지여자중학교 - 성신여자중학교 |

- 초등학교

|  | - 상주초등학교 - 상산초등학교 - 상주중앙초등학교 - 상영초등학교 - 성동초등학교 - 상주동부초등학교 - 상주남부초등학교 - 사벌초등학교 | - 중동초등학교 - 낙동초등학교 - 낙동초등학교 용포분교장 - 낙동동부초등학교 - 청리초등학교 - 옥산초등학교 - 외남초등학교 - 낙서초등학교 | - 중모초등학교 - 모동초등학교 - 모서초등학교 - 화동초등학교 - 화령초등학교 - 화북초등학교 - 화북초등학교 입석분교장 - 화북초등학교 용화분교장 | - 외서초등학교 - 백원초등학교 - 은척초등학교 - 은척초등학교 무릉분교장 - 공검초등학교 - 함창초등학교 - 함창중앙초등학교 - 이안초등학교 |

- 특수학교

|  | - 상희학교 |

### 도서관
- 경상북도교육청 상주도서관
- 경상북도교육청 상주도서관 화령분관

## 교통

### 고속도로
- 2004년 개통한 중부내륙고속도로 상주 나들목과 북상주 나들목, 점촌함창 나들목이 있어 고속도로의 접근성이 편리하고 추가로 서산영덕고속도로 화서 나들목, 남상주 나들목, 낙동 분기점, 상주 분기점, 동상주 나들목이 있다. 전국 유일 나들목이 6곳이나 된다. 영천상주고속도로가 2017년 6월 28일 0시에 개통을 했다.
- 두 고속도로의 잇따른 개통으로 서울특별시로의 주행 시간이 2시간 30분로 줄어들어 교통이 매우 편리해졌다. 또한 시외/고속버스가 체계적으로 갖추어져 있다.
- 두 고속도로는 낙동면의 낙동 분기점에서 연결된다. 서울특별시, 대전광역시, 대구광역시 등 주요 대도시로의 이동 시간이 크게 단축되면서 새로운 물류 거점으로 부상하고 있다.

### 국도
- 국도 제3호선
- 국도 제25호선
- 국도 제59호선

### 철도
- 한국철도공사 경북선이 문경과 김천을 연결하며 상주를 관통한다.
- 국토교통부에서 제3차 국가철도망 구축계획 공청회(교통연구원에 포함)에 포함이 되었다.
- 국토교통부에서 제3차 국가철도망 구축계획에 포함(단선전철)이 되었다.
- 기획재정부 2019년 국가균형발전 프로젝트 발표에서 예비타당성조사 대상 사업으로 선정되었다.
- 기획재정부 > 재정사업평가자문위원회에서 본 사업을 예비타당성조사 대상 사업 최종적으로 선정이 되었다.
- 대구광역시, 경상북도 > 제4차 국가철도망 구축계획에  포함 건의 : 문경김천선(문경 ~ 김천)

## 문화·관광
- 경천대
- 경천대랜드
- 경천섬
- 국립낙동강생물자원관
- 낙단보
- 낙동강생태문화탐방로
- 낙동강역사이야기관
- 낙동강이야기촌
- 도남서원
- 상주보
- 문장대
- 백두대간 생태교육장
- 북천임란적전지
- 상주국제승마장
- 상주밀리터리파크
- 상주박물관
- 상주예술촌
- 상주자전거박물관
- 상주향청
- 상주곶감공원
- 성주봉 생태숲
- 성주봉자연휴양림
- 삼백시네마
- 정기룡
- 존애원
- 태평성대경상감영공원
- 화령장전투전승기념관
- 화령장지구전적비
- 회상나루관광지
- 한복진흥원
- 함창명주테마파크
- 함창명주박물관
- 효자정재수기념관
- 롯데시네마

## 축제
상주 베리 축제 - 상주는 베리류 주산지로 오디∙복분자∙블루베리를 직접 맛볼 수 있는 축제가 열린다. 축제에서 베리류 수확체험, 깜짝경매 등 다양한 체험활동을 할 수 있다.

## 역대 시장
역대시장 보기
김기범은 중간에 직무정지 기록으로 제외됩니다.

## 같이 보기
- 상주 상무 축구단

## 자매 도시
- 대한민국 경기도 김포시
- 대한민국 전북특별자치도 고창군
- 대한민국 서울특별시 강서구
- 대한민국 서울특별시 남대문시장
- 대한민국 경기도 양평군 가나안농군학교
- 대한민국 서울특별시 동대문구
- 대한민국 부산광역시 연제구
- 대한민국 충청남도 보령시
- 대한민국 서울특별시 용산구
- 대한민국 서울특별시 강동구
- 대한민국 전라남도 곡성군
- 대한민국 서울특별시 강남구
- 대한민국 부산광역시 남구

### 읍면동단위 자매결연
- 청리면 ⇔ 전라남도 나주시 영산동

- 1999. 7. 16
- 축제 및 체육대회 상호방문
- 계림동 ⇔ 인천광역시 부평구 산곡동

- 2005. 1. 31
- 연꽃쌀 등 농산물 판매
- 공성면 ⇔ 국제라이온스협회 354-C지구

- 2006. 12.15
- 의료봉사 및 농특산물 직거래
- 동성동 ⇔ 서울특별시 강남구 세곡동

- 2007. 11. 6
- 농특산품 판매 및 체험활동
- 모서면 ⇔ 서울특별시 강남구 청담1동

- 2008. 5. 7
- 농특산품 판매 및 체험활동
- 사벌국면 ⇔ 서울특별시 강서구 가양2동

- 2008. 11. 27
- 농특산품 판매 및 체험활동
- 은척면 ⇔ 경기도 부천시 원미구 중1동

- 2009. 4. 20
- 도·농간 친선활동
- 외서면 ⇔ 경기도 의정부시 호원2동

- 2009. 10. 26
- 친선교류활동 및 농특산품 판매
- 낙동면 ⇔ 서울특별시 노원구 월계3동

- 2011. 11. 22
- 농특산품 판매 및 체험활동
- 사벌면 ⇔ 강원도 영월군 영월읍

- 2012. 6. 26
- 경제, 문화분야 등 상호교류
- 외남면 ⇔ 서울특별시 동대문구 휘경2동

- 2014. 11. 12
- 농특산품 판매 및 체험활동
- 은척면 ⇔ 경상북도 경주시 건천읍

- 2015. 6. 24
- 마을단위 문화교류사업 추진
- 공검면 ⇔ 서울특별시 구로구 구로5동

- 2015. 11. 27
- 농특산품 판매 및 체험활동

### 국외 자매결연
- 대만 기륭시
- 미국 캘리포니아주 데이비스시
- 중국 장시성 이춘시